# III: Trauma
III: Trauma ist der Titel des dritten Studioalbums des österreichischen Post-Black-Metal-Duos Harakiri for the Sky, das am 22. Juli des Jahres 2016 über Art of Propaganda veröffentlicht wurde.
Das Album, das acht Titel und eine Gesamtspiellänge von 75 Minuten und 12 Sekunden aufweist, wurde vom Gitarristen Matthias „M.S.“ Sollak aufgenommen und produziert während Daniel Fellner für das Mixing verantwortlich war.
III: Trauma erhielt von der Fachpresse hauptsächlich positive Kritiken. Um für das Album zu werben, wurden zu Funeral Dreams und The Traces We Leave je ein Musikvideo veröffentlicht sowie eine ausgedehnte Europatournee angekündigt.

## Titelliste
| #  | Titel                 | Komponist                                                       | Länge | Anmerkungen               |
| -- | --------------------- | --------------------------------------------------------------- | ----- | ------------------------- |
| 1. | Calling the Rain      | J.J. (Michael V. Wahntraum) (Lied) Michael „M.S.“ Sollak (Text) | 11:28 | • Single                  |
| 2. | Funeral Dreams        | J.J. (Lied), M.S. (Text)                                        | 8:58  | • Musikvideo              |
| 3. | Thanatos              | J.J. (Lied), M.S. (Text)                                        | 9:21  | • feat. Davide Straccione |
| 4. | This Life as a Dagger | J.J. (Lied), M.S. (Text)                                        | 9:26  |                           |
| 5. | The Traces We Leave   | J.J. (Lied), M.S. (Text)                                        | 8:33  | • Musikvideo              |
| 6. | Viaticum              | J.J. (Lied), M.S. (Text)                                        | 8:38  |                           |
| 7. | Dry the River         | J.J. (Lied), M.S. (Text)                                        | 9:50  |                           |
| 8. | Bury Me               | J.J. (Lied), M.S. (Text)                                        | 8:56  |                           |

## Promotion
Um für das Album werben zu können, wurde für die Lieder Funeral Dreams und The Traces We Leave je ein Musikvideo produziert und veröffentlicht.
Nach der Veröffentlichung absolvierte die Gruppe eine mehrteilige Europatournee, die unter anderem von Sylvaine und Shores of Null begleitet wurde. Erste Stücke aus III: Trauma wurden bereits vor der offiziellen Veröffentlichung des Albums während der Tournee mit Der Weg einer Freiheit präsentiert.

## Pressestimmen
III: Trauma erhielt von der Fachpresse überwiegend positive Kritiken. So schreibt Fabian Schneider vom deutschen Musikportal Metal.de, dass Harakiri for the Sky auf ihrem Album den Fokus nicht nur auf die Aggressivität des Black Metal legen würden, sondern gezielt atmosphärische Klangpassagen in ihren Stücken einbauen. Als Referenzen nennt er Stücke wie Calling the Rain, Funeral Dreams und Dry the River, wobei die Gruppe wie im letztgenannten Stück auch auf verträumte und malerische Klänge setzen, die den Hörer einladen, sich in den melancholischen Klangwänden zu verlieren. Der Kritiker urteilt, dass III: Trauma nichts für Hörer sei, die sich mit emotionalem oder Post-Black-Metal nicht anfreunden können. Wer sich jedoch mit Agrypnie, Thränenkind oder dem bandeigenen Vorgängeralbum Aokigahara aus dem Jahr 2014 identifizieren kann, werde auch Gefallen an diesem Album finden. Robert Müller vom deutschen Metal Hammer stellte die These auf, dass „Black Metal, der Post-Rock-Ästhetiken, Laut-leise-Spielchen und instrumentalen Schönklang und dabei Emotionen nicht in kleinen, sondern in großen Notenfolgen“ aufgreife entweder schnell kitschig oder griffig wie das Vorgängerwerk Aokigahara werden könne. Während er im Vergleich Aokigahara als einen „raren Lichtblick“ der Post-Black-Metal-Szene bezeichnet, versuche III: Trauma die von Müller aufgestellte These salomonisch zu lösen. Müller beschreibt die Musik „im Kern als düstere Rockmusik mit komischen Gesang“. Er zieht das Fazit, dass III: Trauma ein verfeinerter, gelungener und besserer Nachfolger aber kein musikalischer Quantensprung ist.
Kim Kelly vom englischsprachigen Vice schreibt, dass Harakiri for the Sky Momente der Schönheit und der völligen Hässlichkeit in ein zusammenhängendes Ganzes vermischt. Dabei verarbeite das Duo Schwaden des Post-Rock mit leichtem Schatten des Depressive Black Metal und einem Post-Hardcore-ähnlichen Gesang. Die Liedtexte handeln vom Sterben, allerdings sind diese so poetisch verpackt, dass die Spitze abgestumpft, sodass der Effekt wesentlich weniger Trübsal blasend ist, als es eine Band generiert, die nach einer traditionellen Selbstmordzeremonie benannt ist. Björn Backes vom Metal-spezialisierten Portal Powermetal.de bezeichnet III: Trauma als „gesamte Masse schlichtweg beeindruckend und mitreißend“, sodass er zum Schluss kommt, dass dem Duo mit dieser Veröffentlichung die Wege zu größeren Bühnen spätestens jetzt offen stehen. Im deutschen Musikmagazin Rock Hard fanden sich zwei Kritiken wieder: Während Jan Jaedike das Album positiv bewertete, schrieb sein Kollege Andreas Schiffmann eher negativ über den Drittling. Er schrieb, dass das Wiener Duo wie ein Produkt ihrer musikalischen Vorbilder klängen und das Album mit langweiligen Strukturen, gleichförmigen Geschrei und flirrenden Gitarren herüberkomme. Als einzige positive Neuerung befand Schiffmann, das Weglassen von furchtbaren Coverversionen, wie die Gruppe es auf ihren vorangegangenen Alben mit Mad World oder Hurt praktiziert haben.
Stefan Frühauf von dark-festivals.de hob die Kontraste zwischen der melodischen Grundstimmung und der Härte sowie zwischen dem künstlerischen Anspruch und der Eingängigkeit des Albums hervor. Er bezeichnete III: Trauma als „das Post-Black-Metal-Album des Jahres“ und vergab neun von zehn möglichen Wertungspunkten. Es handelte sich um die höchste Wertung, die bei dark-festivals.de im Jahr 2016 vergeben wurde.